# AFC President's Cup 2006
De AFC President's Cup 2006 was de tweede editie van de AFC President's Cup, een jaarlijks internationaal voetbaltoernooi georganiseerd door de Asian Football Confederation.
Het toernooi vond plaats van 10 tot en met 21 mei 2005 in Kuching, Maleisië. Dordoi-Dynamo Naryn uit Kirgizië won de finale met 2-1 van Vahš Ķūrġonteppa uit Tadzjikistan.

## Deelname
Deelname aan het toernooi is voor clubs uit landen die vanwege hun positie in de ranking van AFC niet in aanmerking komen om in de AFC Champions League of de AFC Cup te spelen, maar wel is een vereiste dat die landen een acceptabele competitie hebben.
De acht teams die deelnamen werden in twee groepen van vier teams verdeeld. In de groepsfase speelde elk team eenmaal tegen andere groepsleden. De winnaar en de nummer twee plaatsen zich voor de halve finale en de winnaars van de halve finale plaatsen zich voor de finale. Er was geen wedstrijd om de derde en vierde plaats.

## Groepsfase

### Groep A
| Team                        | Pts | Pld | W | D | L | GF | GA | GD |
| --------------------------- | --- | --- | - | - | - | -- | -- | -- |
| Khemara Phnom-Penh          | 7   | 3   | 2 | 1 | 0 | 8  | 3  | 5  |
| Tatung FC Taipei            | 6   | 3   | 2 | 0 | 1 | 10 | 6  | 4  |
| Transport United Thimphu    | 3   | 3   | 1 | 0 | 2 | 2  | 7  | -5 |
| Pakistan Army FC Rawalpindi | 1   | 3   | 0 | 1 | 2 | 2  | 6  | -4 |

| 10 mei 2006                 |       |                             |                          |       |
| Pakistan Army FC Rawalpindi | 1 – 4 | Tatung FC Taipei            | Sarawak Stadium, Kuching | 17:30 |
| Khemara Phnom-Penh          | 2 – 1 | Transport United Thimphu    | Sarawak Stadium, Kuching | 20:00 |
| 12 mei 2006                 |       |                             |                          |       |
| Transport United Thimphu    | 1 – 0 | Pakistan Army FC Rawalpindi | Sarawak Stadium, Kuching | 19:30 |
| 13 mei 2006                 |       |                             |                          |       |
| Tatung FC Taipei            | 1 – 5 | Khemara Phnom-Penh          | Sarawak Stadium, Kuching | 10:00 |
| 14 mei 2006                 |       |                             |                          |       |
| Pakistan Army FC Rawalpindi | 1 – 1 | Khemara Phnom-Penh          | Sarawak Stadium, Kuching | 16:00 |
| Tatung FC Taipei            | 5 – 0 | Transport United Thimphu    | Sarawak Stadium, Kuching | 18:30 |

### Groep B
| Team                   | Pts | Pld | W | D | L | GF | GA | GD |
| ---------------------- | --- | --- | - | - | - | -- | -- | -- |
| Vahš Ķūrġonteppa       | 6   | 3   | 2 | 0 | 1 | 6  | 4  | 2  |
| Dordoi-Dynamo Naryn    | 6   | 3   | 2 | 0 | 1 | 5  | 3  | 2  |
| Manang Marsyangdi Club | 3   | 3   | 1 | 0 | 2 | 3  | 5  | -2 |
| Ratnam SC Colombo      | 3   | 3   | 1 | 0 | 2 | 3  | 5  | -2 |

| 11 mei 2006            |       |                        |                          |       |
| Manang Marsyangdi Club | 0 – 2 | Ratnam SC Colombo      | Sarawak Stadium, Kuching | 18:30 |
| Dordoi-Dynamo Naryn    | 0 – 3 | Vahš Ķūrġonteppa       | Sarawak Stadium, Kuching | 21:00 |
| 13 mei 2006            |       |                        |                          |       |
| Ratnam SC Colombo      | 0 – 3 | Dordoi-Dynamo Naryn    | Sarawak Stadium, Kuching | 16:00 |
| Vahš Ķūrġonteppa       | 1 – 3 | Manang Marsyangdi Club | Sarawak Stadium, Kuching | 18:30 |
| 15 mei 2006            |       |                        |                          |       |
| Manang Marsyangdi Club | 0 – 2 | Dordoi-Dynamo Naryn    | Sarawak Stadium, Kuching | 16:00 |
| Ratnam SC Colombo      | 1 – 2 | Vahš Ķūrġonteppa       | Sarawak Stadium, Kuching | 18:30 |

## Halve finales
| 16 mei 2006        |       |                     |                          |       |
| Khemara Phnom-Penh | 0 – 3 | Dordoi-Dynamo Naryn | Sarawak Stadium, Kuching | 20:00 |
| 18 mei 2006        |       |                     |                          |       |
| Vahš Ķūrġonteppa   | 3 – 1 | Tatung FC Taipei    | Sarawak Stadium, Kuching | 20:00 |

## Finale
| 21 mei 2006         |          |                  |                          |       |
| Dordoi-Dynamo Naryn | 2 – 1 nv | Vahš Ķūrġonteppa | Sarawak Stadium, Kuching | 20:00 |